# Parti de l'héritage chrétien de Nouvelle-Zélande

Représentation graphique des changements intervenus au sein des partis politiques chrétiens en Nouvelle-Zélande, montrant les coalitions, les fusions, les scissions et les changements de nom.

Le Christian Heritage Party of New Zealand (CHP, autrefois Christian Heritage New Zealand) était un parti politique néo-zélandais revendiquant « les valeurs chrétiennes ». Il n'a jamais gagné de sièges dans une élection, mais il eut brièvement un membre au Parlement.
Fondé en juillet 1989, il est dissous le 3 octobre 2006 « pour laisser de nouvelles choses apparaître dans la politique chrétienne en Nouvelle-Zélande ». La dissolution du parti est survenue après un scandale hautement public où son chef, Graham Capill, fut condamné à plusieurs années de prison pour viol de jeunes filles.

## Source
- (en) Cet article est partiellement ou en totalité issu de l’article de Wikipédia en anglais intitulé « Christian Heritage Party of New Zealand » (voir la liste des auteurs).